# 김래이
김래이(1982년 3월 13일 ~ )은 대한민국의 VJ이다.

## 학력
- 고려대학교 불어불문학과

## 진행 프로그램
- 생방송 그랜드체이스
- 학교종이 땡땡땡
- 신나는 대결
- 퀴니 레이다
- 생방송 통스통스
- 온라인 특공대
- PS I ♡ U
- CU@battle.net 겨울방학 공개방송